# Hiroyoshi Fushimi
Le prince Hiroyoshi Fushimi (伏見宮博義王, Fushimi-no-miya Hiroyoshi-ō), 8 décembre 1897 - 19 octobre 1938, est le fils ainé du prince Fushimi Hiroyasu, et héritier présomptif de la position de 24e chef de la shinnōke Fushimi-no-miya (branche collatérale de la famille impériale du Japon) et un officier de carrière dans la Marine impériale japonaise.

## Jeunesse
Hiroyoshi Fushimi est le fils ainé et héritier de l'amiral de la Flotte le prince Fushimi Hiroyasu et de son épouse Tokugawa Tsuneko. Il est diplômé de la 45e promotion de l'Académie navale impériale du Japon en 1920, classé 1re des 89 cadets. Parmi ses camarades de classe figure Kōsaku Aruga, dernier capitaine du cuirassé Yamato.

## Carrière militaire
Prince Fushimi effectue son service de cadet sur le croiseur Iwate et de sous-lieutenant sur les cuirassés Fusō et Kawachi. Après avoir terminé des cours d'artillerie navale et de torpille, il sert comme membre d'équipage sur les Kongō, Hyūga, Kirishima et Hiei. Après avoir complété une formation avancée dans la guerre de torpilles, il est affecté comme chef torpilleur sur les destroyers Shimakaze, Numakaze et les croiseurs Izumo et Naka. Le 10 décembre 1928, il reçoit son premier commandement, le destroyer Kaba. Il est par la suite capitaine des destroyers Yomogi, Kamikaze et Amagiri.
En 1933, le prince est promu commandant et devient commandant en second du croiseur Naka puis du mouilleur de mines Itsukushima.
En 1936, Fushimi est nommé commandant du 3e groupe de destroyers engagé dans la bataille de Shanghai entre les forces japonaises et celles des nationalistes chinoise durant les premières  phases de la seconde guerre sino-japonaise. Le 25 septembre 1937, il est légèrement blessé sur le Huangpu durant une opération de bombardement. Après sa convalescence, il sert comme commandant du 6e groupe de destroyers, affecté à des patrouilles sur le Yangzi Jiang en Chine.
En avril 1938, il est affecté au Japon où il devient instructeur à l'école navale impériale.
Le 19 octobre 1938, le prince Fushimi, qui souffre d'asthme chronique, meurt d'un infarctus du myocarde. Il se dit que la cause de sa mort est l'injection par son médecin d'un médicament inadapté. Son grade militaire est porté à titre posthume au rang de capitaine de vaisseau.

## Mariage et famille
Le 23 décembre 1919 le prince Fushimi épouse Tokiko Ichijō (一条朝子) (1903-1971), troisième fille du prince Saneteru Ichijō dont il a quatre enfants :
1. Princesse Fushimi Mitsuko (光子女王, Mitsuko Joō?), née le  28 juillet 1929.
2. Prince Fushimi Hiroaki (伏見宮博明王, Fushimi Hiroaki-ō?), né le 26 janvier 1932.
3. Princesse Fushimi Yoshiko (令子女王, Yoshiko Joō?), 14 février 1933 – 25 octobre 1937.
4. Princesse Fushimi Ayako (章子女王, Ayako Joō?), née le 11 février 1934.

## Galerie

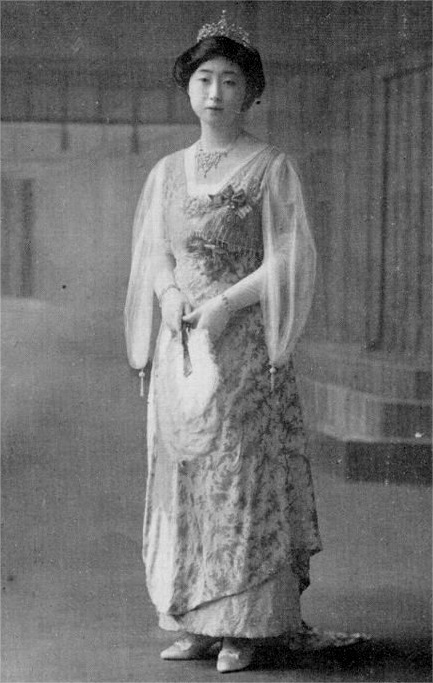
SAI la princess Fushimi Tokiko, consort

## Source de la traduction
- (en) Cet article est partiellement ou en totalité issu de l’article de Wikipédia en anglais intitulé « Prince Fushimi Hiroyoshi » (voir la liste des auteurs).